# Брурссон, Франс
Франс Деннис Брурссон (швед. Franz Denniz Brorsson; 30 января 1996, Треллеборг, Швеция) — шведский футболист, защитник клуба «Арис» (Лимасол) и сборной Швеции.

## Клубная карьера
Брурссон — воспитанник клуба «Мальмё». 15 ноября 2014 года в поединке Кубка Швеции против «Хальмии» Франс дебютировал за основную команду. 18 июля 2015 года в матче против «Эребру» он дебютировал в Суперэттан. В 2016 году Франс стал чемпионом Швеции, а через год вновь повторил это достижение. В 2020 году Брурссон на правах аренды перешёл в датский «Эсбьерг». 14 февраля в матче против «Копенгагена» он дебютировал в датской Суперлиге. 12 июня в поединке против «Раннерс» Франс забил свой первый гол за «Эсбьерг». По окончании аренды игрок вернулся в «Мальмё». 5 августа в поединке против «Хельсингборга» Франс забил свой первый гол за клуб. В составе Мальмё он четыре раз стал чемпионом Швеции.
1 января 2022 года Брурссон свободным агентом перешел в кипрский «Арис». 8 января в матче против «Этникоса» он дебютировал в чемпионате Кипра. 31 октября в поединке против «Докса» Франс забил свой первый гол за «Арис». В 2023 году Брурссон стал чемпионом Кипра.

## Международная карьера
8 января 2017 года в товарищеском матче против сборной Кот-д’Ивуара Брурссон дебютировал за сборную Швеции.
Летом того же года в составе молодёжной сборной Швеции Франс принял участие в молодёжном чемпионате Европы в Польше. На турнире он сыграл в матче против команды Словакии.

## Достижения
Клубные
«Мальмё»
- Чемпион Швеции (4): 2016, 2017, 2020, 2021

«Арис» Лимасол
- Чемпион Кипра: 2022/23
- Обладатель Суперкубка Кипра: 2023